# Amado Carrillo Fuentes
Amado Carrillo Fuentes (17 de dezembro de 1956 – 4 de julho de 1997) foi um narcotraficante mexicano que tomou o controlo do Cartel de Juárez após assassinar o seu chefe, Rafael Aguilar Guajardo. Amado Carrillo ficou conhecido como "El Señor de Los Cielos" ("O Senhor dos Céus"), por causa da grande frota de jatos onde ele costumava transportar drogas. Ele também era conhecido por lavar dinheiro via Colômbia, para financiar essa frota.
Ele morreu em julho de 1997, num hospital mexicano, depois de uma extensa cirurgia plástica para mudar a sua aparência. Nos seus últimos dias, Carrillo estava sendo rastreado pelas autoridades mexicanas e americanas.
Estima-se que Amado Carrillo Fuentes valia perto de 25 mil milhões de dólares (perto de 40 mil milhões nos dias de hoje) na hora da sua morte.

## Início de Vida
Carrillo era filho de Walter Vicente Carrillo Vega e Aurora Fuentes, e nasceu em Guamuchilito, Navolato, Sinaloa, México. Ele tinha onze irmãos. 
Carrillo era sobrinho de Ernesto Fonseca Carrillo, também conhecido como "Don Neto", líder do Cartel de Guadalajara. Amado começou no tráfico de drogas sob a tutela do seu tio Ernesto e depois trouxe os seus irmãos e, eventualmente, o seu filho Vicente José Carrillo Leyva. 
O pai de Carrillo morreu em abril de 1986. O irmão de Carrillo, Cipriano Carrillo Fuentes, morreu em 1989 em circunstâncias misteriosas.

## Carreira
Inicialmente, Carrillo fazia parte do Cartel de Guadalajara, enviado a Ojinaga, Chihuahua, para supervisionar os carregamentos de cocaína do seu tio, Ernesto Fonseca Carrillo ("Don Neto"), e para aprender sobre as operações de fronteira com Pablo Acosta Villarreal ("El Zorro de Ojinaga"; "A Raposa Ojinaga") e Rafael Aguilar Guajardo. Mais tarde, Carrillo trabalhou com Pablo Escobar e o Cartel de Cali contrabandeando drogas da Colômbia para o México e Estados Unidos. Ele também trabalhou com "El Chapo" (Joaquin Guzman Loera), a família Arellano Felix e a organização Beltran Leyva. 
Durante o seu mandato, Carrillo supostamente construiu um império multibilionário de drogas. Estima-se que ele pode ter obtido mais de 25 mil milhões de dólares americanos em receitas ao longo de sua carreira.

## Morte
A pressão para capturar Carrillo intensificou-se entre as autoridades dos EUA e do México depois da população do estado de Morelos ter iniciado marchas silenciosas contra o governador Jorge Carrillo Olea e a sua suposta complacência com a violência relacionada com as drogas. Carrillo Fuentes era dono de uma casa a três quarteirões da residência oficial do governador e realizava regularmente narco-festas no município de Tetecala. O governador Carrillo Olea foi forçado a renunciar e foi preso; esse tipo de pressão pode ter convencido Carrillo Fuentes a submeter-se a uma cirurgia plástica facial e a uma lipoaspiração abdominal para mudar a sua aparência, a 4 de julho de 1997, no Hospital Santa Mónica, na Cidade do México. No entanto, durante a operação, ele morreu de complicações aparentemente causadas por um determinado medicamento ou por um respirador com defeito (há muito pouca documentação sobre sua morte). 
Dois guarda-costas de Carrillo Fuentes estavam na sala de cirurgia durante o procedimento. A 7 de novembro de 1997, os dois cirurgiões que realizaram a cirurgia de Carrillo foram encontrados mortos, envoltos em cimento dentro de tambores de aço, com os corpos apresentando sinais de tortura.

## O cartel de Juárez depois de Carillo
Na noite de 3 de agosto de 1997, por volta das 21h30, quatro traficantes de drogas entraram num restaurante em Juárez, pegaram em armas e abriram fogo contra cinco clientes, matando-os instantaneamente. A polícia estimou que mais de 100 cartuchos de bala foram encontrados na cena do crime. De acordo com uma reportagem publicada pelo Los Angeles Times, quatro homens foram ao restaurante carregando pelo menos duas espingardas automáticos AK-47, enquanto outros ficaram na porta.
Ao sair, os homens armados fizeram outra vítima, Armando Olague, um agente penitenciário e polícia fora de serviço que foi morto a tiros do lado de fora do restaurante depois de sair de um bar próximo para investigar o tiroteio. Alegadamente, Olague correu para o restaurante do outro lado da rua com uma arma na mão para verificar a comoção. Mais tarde foi determinado que Olague também era um tenente conhecido do Cartel de Juárez. 
As autoridades mexicanas não quiseram comentar os motivos do assassinato, afirmando que o tiroteio não estava ligado à morte de Carrillo. No entanto, mais tarde foi declarado que os perpetradores eram homens armados do Cartel de Tijuana.
Embora os confrontos entre narcotraficantes fossem comuns em Juárez, raramente ocorriam em locais públicos. O que aconteceu no restaurante ameaçou inaugurar uma nova era de crimes fronteiriços na cidade. 
Em Juárez, a Procuradoria-Geral Mexicana (PGR) apreendeu armazéns que acreditava serem usados pelo cartel para armazenar armas e cocaína. Eles também confiscaram mais de 60 propriedades pertencentes a Carrillo em todo o México e iniciaram uma investigação sobre as suas relações com a polícia e funcionários do governo. As autoridades também congelaram contas bancárias no valor de 10 mil milhões de dólares pertencentes a Carrillo. Em abril de 2009, as autoridades mexicanas prenderam o filho de Carillo, Vicente Carrillo Leyva.

## Funeral
Carrillo teve um funeral grande, luxuoso e caro em Guamuchilito, Sinaloa. 
Em 2006, o governador Eduardo Bours pediu ao governo federal que demolisse a mansão de Carrillo em Hermosillo, Sonora.

## Na mídia
- Na segunda temporada da série de TV El cartel é interpretado pelo ator mexicano Esteban Franco como o personagem Juan B. Guillén 'El Piloto'.
- Em El Chapo (2017), série de TV da Netflix e Univision sobre a vida de Joaquín "El Chapo" Guzmán, Carrillo é interpretado por Rodrigo Abed.
- El Señor de los Cielos (2013–), exibido como parte da programação noturna da Telemundo, o ator mexicano Rafael Amaya faz de Aurelio Casillas (uma versão ficcional de Amado Carrillo Fuentes).
- Nas séries da Netflix Narcos (2015–2017) e Narcos: Mexico (2018–2021), Carrillo é interpretado por José María Yazpik.[11] A série implica que Carrillo fingiu a sua morte para sobreviver ao negócio das drogas e evitar a prisão.
- Na série Surviving Escobar da Netflix (2017), Carrillo é ficcionalizado como "Señor de los Aires" e interpretado por Mauro Mauad, que também interpretou Amado Carrillo Fuentes na série de TV Fox Premium El General Naranjo (2019).
- Na minissérie do Canal História, America's War on Drugs (2017), Amado Carrillo Fuentes é interpretado por Tatsu Carvalho.[12]
- Na série da History Latam-TV, Reyes Del Crimen (2018), Amado Carrillo Fuentes é interpretado por Marco Gomez.